# Julien Lopez
Julien Yves Rémi Lopez Baila, noto semplicemente come Julien Lopez (Marsiglia, 1º marzo 1992), è un calciatore francese naturalizzato algerino, centrocampista o ala del Paris FC.

## Biografia
È il fratello maggiore di Maxime López, a sua volta calciatore.